# JALインフォテック
株式会社JALインフォテック（ジャルインフォテック、英：JAL Information Technology Co,. Ltd）は、システムインテグレーター（ユーザー系）。日本航空のIT部門から分社独立したテスコム（後にJALデータ通信）・日航情報開発を母体とする。

## 概要
日本航空及びJALグループ向けの複雑な大規模システムの開発・運用を通じて培った業務ノウハウをベースにしている。2000年からIBMが資本参加、2002年からはIBMグループ（日本アイビーエム）の一員となったが、2011年6月29日に日本航空の子会社に戻った。
2021年1月12日に本社を移転した。

## 関連会社
- JAL AVIONET ASIA - 本社:香港
- JAL AVIONET EUROPE - 本社:ロンドン
- AVIONET USA - 本社:ロサンゼルス
- JTAインフォコム - 本社:沖縄